# Músculo traseiro
|  |

| Animal (kg) | Arroba (@) | Média (kg) |
| 160         | 10         | 2,44       |
| 190         | 12         | 2,90       |
| 220         | 14         | 3,35       |
| 250         | 16         | 3,81       |

O Músculo (ou garrão) é um tipo de corte da carne bovina, existe o músculo da parte traseira e dianteira do gado, a parte traseira representa, aproximadamente, 5,98% da carcaça.

## Informação nutricional
| Valor calórico     | 112,90 kcal | 6%  |
| Carboidratos       | 0,99 g      | 0%  |
| Proteínas          | 22,60 g     | 46% |
| Gorduras totais    | 2,06 g      | 0%  |
| Gorduras saturadas | 0,88 g      | 10% |
| Colesterol         | 44,09 mg    | 16% |
| Fibras             | 0 g         | 0%  |
| Cálcio             | 9,42 mg     | 1%  |
| Ferro              | 2,24 mg     | 10% |
| Sódio              | 58,87 mg    | 2%  |

Obs.: Valores diários em referência com base em uma dieta de 2.500 calorias por porção de 100g com referência para animais do Brasil.